# La residencia
La residencia, coneguda internacionalment com The Finishing School o The House That Screamed, és una pel·lícula espanyola de suspens i terror dirigida per Narciso Ibáñez Serrador en 1969. Va suposar el debut en el cinema del realitzador després d'anys d'èxits amb programes de televisió com Mañana puede ser verdad i Historias para no dormir. L'elenc de la pel·lícula està encapçalat per Lilli Palmer, Cristina Galbó, John Moulder-Brown, Mary Maude i Cándida Losada. Basat en una història de Juan Tebar, el guió está signat per Luis Peñafiel, pseudònim com a escriptor d'Ibáñez Serrador.

## Sinopsi
Ambientada en la dècada de 1890, la narració comença amb l'arribada de Teresa (Cristina Galbó), en un carruatge tirat per cavalls, a una luxosa i cara residència de senyoretes. L'edifici, situat en una zona indeterminada de França, és lúgubre i aïllat. En realitat es tracta d'un reformatori juvenil que acull a noies de 15 i 21 anys amb problemàtiques de diversos orígens: famílies desestructurades, ser filles de mares solteres o presentar actituds rebels.

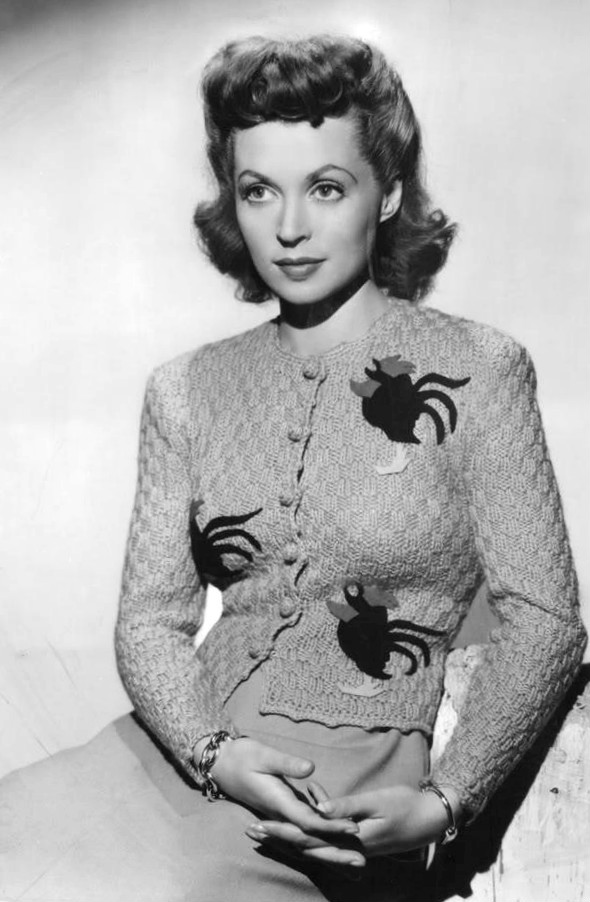
Lilli Palmer encapçala el repartiment internacional de la pel·lícula

La residència està dirigida amb mà de ferro i mètodes estrictes per Madame Fourneau (Lilli Palmer) qui, sota l'aparença d'una sòbria educació i refinament, encobreix el seu menyspreu cap a les seves "esgarriades" pupil·les. En el seu treball està donada suport per Mademoiselle Desprez (Càndida Losada), la seva segona de bord, i diverses professores de matèries com cuina, jardineria o costura.

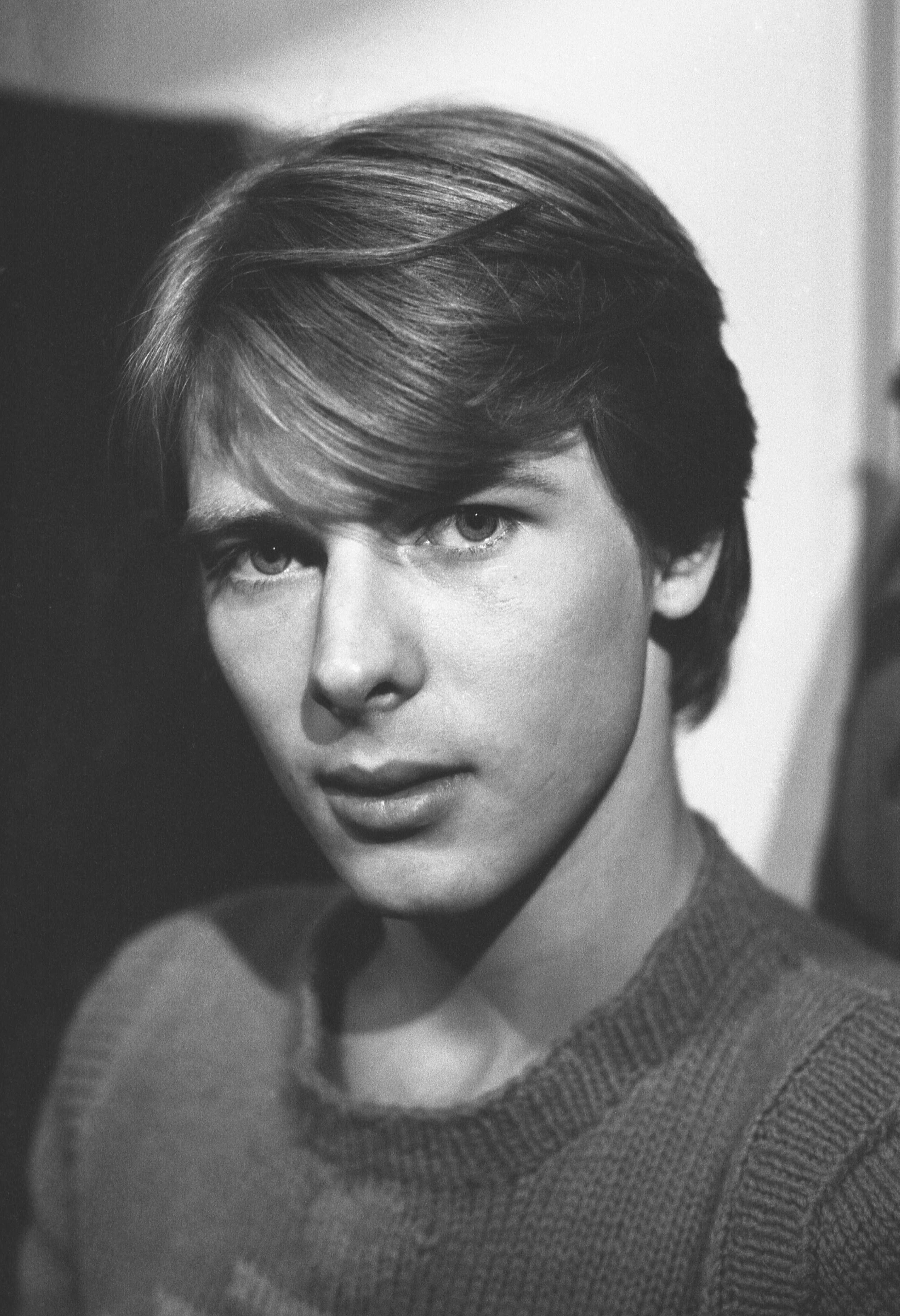
John Moulder-Brown encarna a Luis, el fill sobreprotegit de la directora de la institució, Madame Fourneau (Lilli Palmer)

Teresa va coneixent al grup d'internes i professores. Aviat s'adona que només hi ha dones amb l'excepció del fill de la directora, Luis (John Moulder-Brown), un adolescent malaltís i sobreprotegit per la seva mare, i un escàs personal masculí dedicat a tasques de manteniment o reposició de subministraments. A poc a poc Teresa descobreix que la residència és un univers tancat marcat per una asfixiant repressió sexual que propícia implícites relacions malaltisses i insanes, incloent un lesbianisme soterrat amb tendència sadomasoquista. Mostra d'aquest ambient és que, malgrat l'expressa prohibició de la seva progenitora de no contactar mai amb les internes, Luis espia contínuament les noies a les classes o pels jardins. Coneix tots els racons del lloc i, arran d'un accident succeït prop de les dutxes, coneix Teresa i trava amistat ella.
Per a controlar les noies Madame Fourneau delega responsabilitats en Irene (Mary Maude) una jove interna, de caràcter sàdic, que gaudeix de la seva plena confiança i té la clau que permet l'accés i la sortida de l'edifici. En descobrir Irene la naixent amistat entre Teresa i Luis no dubta, amenaçant-la amb delatar-la, en torturar-la moralment per plaer en presència de dues noies que actuen com a sequaces. Aquestes pràctiques també les fa amb la resta de les internes, valent-se del poder que li dona ser la mà dreta de la directora. Irene agrada de martiritzar altres alumnes o les força a participar en morbosos jocs de caràcter sexual, desplegant una xarxa de corrupció que utilitza alternativament premis i càstigs per a reforçar la seva posició de poder. Però aquesta situació no arriba a coneixement de la directora.
Espantada per la situació en què es troba, després d'haver estat assetjada per Irene, Teresa planeja la seva fugida del centre en plena nit. Ja en anteriors ocasions altres internes ho van aconseguir però, com a resposta, la directora va decidir inutilitzar les finestres perquè no poguessin obrir-se i totes les portes són tancades amb clau a la nit. Malgrat tot Teresa planeja la seva escapada, llançant les seves escasses pertinences a l'exterior per la finestra del dormitori comú, i acudeix a acomiadar-se de Luis a la seva habitació. El noi, entristit per la decisió que ha pres Teresa, li ofereix el seu suport emocional i una petita ajuda econòmica. Però Irene, en descobrir el pla de fugida de Teresa, decideix sortir amb la seva clau a l'exterior de la residència per a abordar-la quan intenti escapar amb la intenció de denunciar-la a la directora. Quan Teresa es troba en la planta baixa, a punt d'obrir una finestra, és abordada per algú que la degolla i fa desaparèixer el seu cadàver.
En conèixer Madame Fourneau la desaparició de Teresa, crida al seu despatx a Irene per a demanar-li explicacions. Aquesta es defensa afirmant que Teresa mai va sortir de la residència, ja que ella mateixa estava en l'exterior i, encara que va veure la llum d'una espelma i una silueta, la interna mai va arribar a obrir la porta o les finestres ni molt menys sortir a l'exterior. La desaparició de Teresa és la cinquena d'una llarga sèrie de desaparicions similars, raó per la qual Irene comença a sospitar del paper de la directora i la seva implicació, ja que les famílies de les noies desaparegudes mai van donar informació que haguessin aparegut o reclamaren saber d'elles. Com a resposta, Fourneau li lleva la clau i li retira la seva confiança.
Irene, en percebre que passa alguna cosa estranya, i no convençuda de les explicacions de la directora, planeja escapolir-se de la institució i elabora un pla de fugida que executarà l'endemà. Després d'una jornada repleta de tensió Irene investiga pels racons de la residència verificant com és la manera més senzilla d'escapar-se. Ja de nit, una vegada que totes les internes estan ficades al llit, Madame Fourneau reclama la presència d'Irene en el seu despatx, moment que la interna aprofita per a intentar escapar. Atès que les portes i finestres estan tancades Irene decideix amagar-se a la golfa a l'espera que es presenti l'oportunitat. Però Madame Fourneau, en escoltar un soroll, accedeix a la golfa. Descobreix que Irene ha estat assassinada i les seves mans han estat retallades. En entrar en una petita recambra al fons de la golfa es topa, sobre una taula d'operacions, amb un cos format per parts cosides de totes les noies que han desaparegut durant els mesos anteriors. Presa del xoc, la directora sentirà de llavis de la persona responsable de les morts què ha succeït i què passarà en el futur.

## Repartiment
- Lilli Palmer - Madame Fourneau
- Cristina Galbó - Teresa
- John Moulder-Brown - Luis
- Maribel Martín - Isabel
- Mary Maude - Irene
- Cándida Losada - Mademoiselle Desprez
- Tomás Blanco - Pedro Baldie
- Víctor Israel - Brechard
- Teresa Hurtado - Andrea
- María José Valero - Elena
- Conchita Paredes - Susana
- Ana María Mol - Claudia
- María del Carmen Duque - Julia
- Paloma Pagés - Ceciclia

## Producció
Produïda per Anabel Films i comptant amb un pressupost més gran de l'habitual en les produccions espanyoles dels anys seixanta, Ibáñez Serrador va adaptar una escabrosa història de terror gòtic escrita per Juan Tebar ambientada en un internat de senyoretes. La pel·lícula crea una atmosfera tibant, claustrofòbica i morbosa que impregna tot el metratge, provocant la sensació de suspens en cada seqüència. El desenvolupament de la trama revela com els seus protagonistes es veuen forçats a actuar com a víctimes o botxins d'un sistema repressiu (en algun cas tots dos papers alhora) que, paradoxalment, provoca resultats morals contraris als que busca imposar. És una espècie de rusc humana, amb la directora en el paper de despòtica abella reina, i una elit d'alumnes privilegiades que actuen com a guardianes de les altres, encapçalades per Irene que s'aprofiten de la seva posició. Els pocs homes presents actuen com abellots en labors auxiliars de la residència-rusc.
Per a evitar l'acció de la censura cinematogràfica el director va optar per eludir l'exposició directa, jugant més a suggerir i a permetre que sigui l'espectador el que dedueixi o interpreti. No obstant això és palès en la pel·lícula l'acció de la censura amb talls clarament perceptibles en el metratge, per exemple en el càstig que s'infligeix a una alumna jove i rebel al començament del metratge o en l'escena de les dutxes on les noies porten un camisón transparent. Malgrat tot La residència conté els dos primers assassinats explícits filmats en càmera lenta de la història del cinema espanyol.
També va ser la primera pel·lícula espanyola rodada en anglès amb la intenció d'afavorir la seva explotació comercial donat suport pel seu repartiment internacional, encara que la seva recepció fora d'Espanya no va ser molt destacada. A Espanya va aconseguir ser la pel·lícula més taquillera del seu any amb gairebé 3.000.000 d'espectadors i 750.000 € de recaptació (al canvi de 2017).
Per al repartiment la pel·lícula va comptar amb un repartiment internacional en el qual destaca l'alemanya Lilli Palmer, en l'ambigu i pertorbador paper de Madame Fourneau, els anglesos John Moulder-Brown, com el seu fill malaltís i sobreprotegit, i Mary Maude, encarnant a Irene la protegida de la directora. L'espanyola Cristina Galbó interpreta a Teresa, la innocent jove que recala sense buscar-ho en la institució. També apareixen en papers secundaris Teresa Hurtado i María Gustafson interpretant a dues de les internes. Les dues tornarien a treballar amb Ibáñez Serrador en el programa de televisió Un, dos, tres... responda otra vez, la primera com una de les Tacañonas i la segona com a secretària en la primera etapa (1972-1973) amb el nom de Britt. Teresa Hurtado ja havia treballat amb Chicho prèviament a Historias para no dormir a l'episodi El muñeco (1966).
La banda sonora de la pel·lícula va ser a càrrec de Waldo de los Ríos, un autor i compositor argentí que ja havia col·laborat en projectes anteriors d'Ibáñez Serrador com Historias para no dormir i que va repetir en la seva següent pel·lícula, ¿Quién puede matar a un niño? (1976).
Rodada en color, en format de 35 mm., el director de fotografia va ser Manuel Berenguer, qui va substituir Godofredo Pacheco poc després de començar el rodatge. Existeixen tres versions de la pel·lícula: la destinada al mercat dels Estats Units (94 minuts), la versió estrenada en cinemes (99 minuts) i l'editada en VHS per a Austràlia (105 minuts). Els exteriors de la pel·lícula es rodaren al Palau de Sobrellano de Comillas (Cantàbria) i les escenes d'interior, fidel adaptació de l'estil gòtic adoptat per les produccions de Hammer Films, en un plató contigu a aquell en el qual es rodava simultàniament Carola de día, Carola de noche protagonitzada per Marisol.

## Recepció
La residencia compta en general amb bones crítiques i opinions com una història de suspens i terror gòtic ben plantejada i resolta. Fernando Morales, crític del diari El País, la descriu com a «original història (...) avui dia sembla una mica passada de moda. Malgrat tot, té elements de molt d'interès.» A Internet Movie Database té una puntuació de 7,1 sobre 10 basant-se en 1.711 vots. Els usuaris de FilmAffinity Espanya li atorguen una puntuació mitjana de 6,7 sobre 10 basant-se en 2.416 vots. Per la seva part la web Rotten Tomatoes li atorga una valoració positiva del 65% dels seus participants, enquadrant-la en la secció "pel·lícula de culte".

## Premis
Medalles del Cercle d'Escriptors Cinematogràfics de 1969
| Categoria             | Nominats                | Resultat  |
| --------------------- | ----------------------- | --------- |
| Premi Antonio Barbero | Narciso Ibáñez Serrador | Guanyador |